# Liste des routes nationales en Inde

Routes nationales de l'Inde.

Ce sont des routes d'État ayant le logo ci après et l'abréviation NH.

La liste des routes nationales de l’Inde apparaît ci-dessous:

## Principe de numérotation après 2010
Le 28 avril 2010, le ministère des Transports routiers et des Autoroutes a officiellement publié e système de numérotation rationalisé du réseau routier national dans la Gazette du gouvernement indien,.
Il s'agit d'un système de numérotation systématique basé sur l'orientation et la situation géographique de l'autoroute. Cela a été adopté pour garantir plus de flexibilité et de cohérence dans la numérotation des routes nationales existantes et nouvelles.
Selon le nouveau système, toutes les autoroutes orientées nord-sud auront un nombre pair augmentant d'est en ouest. De même, toutes les autoroutes orientées est-ouest seront numérotées de manière impaire, augmentant du nord au sud du pays.

## Liste des routes nationales de l'Inde par numéro avant 2010
Elles sont pour la plupart gérées par l'Agence des routes nationales de l'Inde, N.H.A.I en anglais.
| Numéro de Route nationale (No NH) | Parcours | Longueur dans l'État (km)                                                                                        | Longueur totale |
| 1                                 | Delhi-Ambala-Jalandhar-Amritsar-Frontière indo-pakistanaise | Delhi (22) Haryana (180) Pendjab (254)                                                                           | 456 km          |
| 1A                                | Jalandhar - Madhopur - Jammu - Udhampur - Banihal - Srinagar - Baramulla - Uri | Pendjab (108) Himachal Pradesh (14) Jammu-et-Cachemire (541)                                                     | 663 km          |
| 1B                                | Batote - Doda - Kishtwar - Symthan pass - Khanbal | Jammu-et-Cachemire (274)                                                                                         | 274 km          |
| 1C                                | Domel - Katra | Jammu-et-Cachemire (8)                                                                                           | 8 km            |
| 1D                                | Srinagar - Kargil - Leh | Jammu-et-Cachemire (422)                                                                                         | 422 km          |
| 2                                 | Delhi - Mathura - Agra - Etawah - Auraiya - Akbarpur - Sachendi - Panki - Kanpur - Chakeri - Prayagraj - Varanasi - Mohania - Barhi - Dhanbad - Asansol - Palsit - Dankuni | Delhi (12) Haryana (74) Uttar Pradesh (752) Bihar (202) Jharkhand (190) Bengale-Occidental (235)                 | 1 465 km        |
| 2A                                | Sikandra - Bhognipur | Uttar Pradesh (25)                                                                                               | 25 km           |
| 2B                                | Bardhaman - Bolpur | Bengale-Occidental (52)                                                                                          | 52 km           |
| 2B Ext                            | Bolpur - Mollarpur (jonction avec la NH-60) | Bengale-Occidental (54)                                                                                          | 54 km           |
| 2C                                | Dehri - Akbarpur - Jadunathpur - Frontière Bihar/Uttar Pradesh | Bihar (105) | 105 km          |
| 3                                 | Agra - Dholpur - Morena - Gwalior - Shivpuri - Indore - Dhule - Nasik - Thane - Mumbai | Uttar Pradesh (26) Rajasthan (32) Madhya Pradesh (712) Maharashtra (391)                                         | 1 161 km        |
| 4                                 | Jonction avec la NH 3 près de Thane - Pune - Kolhapur - Belgaum - Hubli - Davangere - Bangalore - Kolar - Chittoor - Ranipet - Walajapet - Chennai | Maharashtra (371) Karnataka (658) Andhra Pradesh (83) Tamil Nadu (123)                                           | 1 235 km        |
| 4A                                | Belgaum - Anmod - Ponda - Panaji | Karnataka (82) Goa (71)                                                                                          | 153 km          |
| 4B                                | Jawahar Lal Nehru Port Trust près du KM 109 - Palspe | Maharashtra (20)                                                                                                 | 20 km           |
| 4C                                | NH-4 près de Kalamboli au km 116 Jonction avec la NH-4B près du KM 16.687 | Maharashtra (7)                                                                                                  | 7 km            |
| 5                                 | Jonction avec la NH 6 près de Baharagora - Cuttack - Bhubaneswar - Visakhapatnam - Vijayawada - Guntur - Ongole - Nellore - Gummidipoondi - Chennai | Orissa (488) Andhra Pradesh (1 000) Tamil Nadu (45)                                                              | 1 533 km        |
| 5A                                | Jonction avec la NH 5 près de Haridaspur - Paradip Port | Orissa (77) | 77 km           |
| 6                                 | Hazira - Surat - Dhule - Jalgaon - Akola - Amravati - Nagpur - Durg - Raipur - Sambalpur - Baharagora - Kharagpur - Howrah - Kolkata | Gujarat (177) Maharashtra (813) Chhattisgarh (314) Orissa (462) Jharkhand (22) Bengale-Occidental (161)          | 1 949 km        |
| 7                                 | Varanasi - Mangawan - Rewa - Jabalpur - Lakhnadon - Nagpur - Hyderabad - Kurnool - Bangalore - Hosur - Krishnagiri - Dharmapuri - Salem - Dindigul - Madurai - Virudunaghar - Kanyakumari | Uttar Pradesh (128) Madhya Pradesh (504) Maharashtra (232) Andhra Pradesh (753) Karnataka (125) Tamil Nadu (627) | 2 369 km        |
| 7A                                | Palayamkottai - Tuticorin Port | Tamil Nadu (51)                                                                                                  | 51 km           |
| 8                                 | Delhi - Jaipur - Ajmer - Udaipur - Ahmedabad - Vadodara - Surat - Mumbai | Delhi (13) Haryana (101) Rajasthan (635) Gujarat (498) Maharashtra (128)                                         | 1 428 km        |
| 8A                                | Ahmedabad - Limbdi - Morvi - Kandla - Mandvi - Vikhadi - Kothra - Naliya - Narayan Sarover | Gujarat (618) | 618 km          |
| 8B                                | Bamanbore - Rajkot - Porbunder | Gujarat (206) | 206 km          |
| 8C                                | Chiloda - Gandhinagar - Sarkhej | Gujarat (46) | 46 km           |
| 8D                                | Jetpur - Somnath | Gujarat (127) | 127 km          |
| 8E                                | Somnath - Bhavnagar | Gujarat (220) | 220 km          |
| NEI                               | Ahmedabad - Vadodara Expressway | Gujarat (93) | 93 km           |
| 9                                 | Pune - Solapur - Hyderabad - Vijayawada - Machilipatnam | Maharashtra (336) Karnataka (75) Andhra Pradesh (430)                                                            | 841 km          |
| 10                                | Delhi - Rohtak - Hissar - Fatehabad - Sirsa - Fazilka - Frontière indo-pakistanaise | Delhi (18) Haryana (313) Pendjab (72)                                                                            | 403 km          |
| 11                                | Agra - Jaipur - Bikaner | Uttar Pradesh (51) Rajasthan (531)                                                                               | 582 km          |
| 11A                               | Manoharpur - Dausa - Lalsot - Kothum | Rajasthan (145)                                                                                                  | 145 km          |
| 11B                               | Lalsot - Karauli - Dholpur | Rajasthan (180)                                                                                                  | 180 km          |
| 12                                | Jabalpur - Bhopal - Khilchipur - Aklera - Jhalawar - Kota - Bundi - Devli - Tonk - Jaipur | Madhya Pradesh (490) Rajasthan (400)                                                                             | 890 km          |
| 12A                               | Jabalpur - Mandla - Chilpi - Simga près de Raipur - Jhansi | Madhya Pradesh (152) Chhattisgarh (128) Uttar Pradesh (55)                                                       | 333 km          |
| 13                                | Solapur - Bijapur - Hospet - Chitradurga - Shimoga - Mangalore | Maharashtra (43) Karnataka (648)                                                                                 | 691 km          |
| 14                                | Beawar - Sirohi - Radhanpur | Rajasthan (310) Gujarat (149)                                                                                    | 450 km          |
| 15                                | Pathankot - Amritsar - Tarn Taran Sahib - Bhatinda - Ganganagar - Bikaner - Jaisalmer - Barmer - Samakhiali | Pendjab (350) Rajasthan (906) Gujarat (270)                                                                      | 1 526 km        |
| 16                                | Nizamabad - Mancherial - Bhopalpatnam - Jagdalpur | Andhra Pradesh (220) Maharashtra (30) Chhattisgarh (210)                                                         | 460 km          |
| 17                                | Panvel - Pen - Nagothana - Indapur - Mangaon - Mahad - Poladpur - Khed - Chiplun - Sangameshwar - Ratnagiri - Lanja - Rajapur - Kharepatan - Vaibhavwadi - Kankavli - Kudal - Sawantwadi - Pernem - Mapusa - Panaji - Karwar - Udupi - Suratkal - Mangalore - Kannur - Kozhikode - Ferokh - Kottakkal -Kuttippuram- Ponnani - Chavakkad - North Paravur Jonction avec la NH 47 près de Edapally à Kochi | Maharashtra (482) Goa (139) Karnataka (280) Kerala (368)                                                         | 1 269 km        |
| 17A                               | Jonction avec la NH 17 près de Cortalim - Mormugao | Goa (19) | 19 km           |
| 17B                               | Ponda - Verna - Vasco | Goa (40) | 40 km           |
| 18                                | Jonction avec la NH 7 près de Kurnool - Nandyal - Cuddapah - Jonction avec la NH 4 près de Chittoor | Andhra Pradesh (369)                                                                                             | 369 km          |
| 18A                               | Puthalapattu - Tirupati | Andhra Pradesh (50)                                                                                              | 50 km           |
| 19                                | Ghazipur - Balia - Patna | Bihar (120) Uttar Pradesh (120)                                                                                  | 240 km          |
| 20                                | Pathankot - Mandi | Pendjab (10) Himachal Pradesh (210)                                                                              | 220 km          |
| 21                                | Jonction avec la NH 22 près de Chandigarh - Ropar - Bilaspur - Mandi - Kullu - Manali | Chandigarh (24) Pendjab (67) Himachal Pradesh (232)                                                              | 323 km          |
| 21A                               | Pinjore - Nalagarh - Swarghat | Haryana (16) Himachal Pradesh (49)                                                                               | 65 km           |
| 22                                | Ambala - Kalka - Shimla - Narkanda - Rampur - Frontière Inde-Chine près de Shipkila | Haryana (30) Pendjab (31) Himachal Pradesh (398)                                                                 | 459 km          |
| 23                                | Chas - Bokaro - Ranchi - Rourkela - Talcher - Jonction avec la NH 42 | Jharkhand (250) Orissa (209)                                                                                     | 459 km          |
| 24                                | Delhi - Moradabad - Bareilly - Lucknow | Delhi (7) Uttar Pradesh (431)                                                                                    | 438 km          |
| 24A                               | Bakshi Ka Talab - Chenhat (NH 28) | Uttar Pradesh (17)                                                                                               | 17 km           |
| 24B                               | Lucknow - Rae Bareli - Unchahar - Prayagraj | Uttar Pradesh |                 |
| 25                                | Lucknow - Unnao - Kanpur Barah - Jhansi - Shivpuri | Uttar Pradesh (270) Madhya Pradesh (82)                                                                          | 352 km          |
| 25A                               | Km - 19 (NH 25) - Bakshi Ka Talab | Uttar Pradesh (31)                                                                                               | 31 km           |
| 26                                | Jhansi - Lakhnadon | Uttar Pradesh (128) Madhya Pradesh (268)                                                                         | 396 km          |
| 27                                | Prayagraj - Mangawan | Uttar Pradesh (43) Madhya Pradesh (50)                                                                           | 93 km           |
| 28                                | Jonction avec la NH 31 près de Barauni - Muzaffarpur - Pipra - Kothi - Gorakhpur - Lucknow | Bihar (259) Uttar Pradesh (311)                                                                                  | 570 km          |
| 28A                               | Jonction avec la NH 28 près de Pipra - Kothi - Sugauli - Raxaul - Frontière Inde-Népal | Bihar (68) | 68 km           |
| 28B                               | Chhapra - Bettiah - Lauriya - Bagaha - Jonction avec la 28A à Chapwa | Bihar (121) | 121 km          |
| 28C                               | Barabanki - Bahraich - Nanpara - Frontière Inde-Népal | Uttar Pradesh (184)                                                                                              | 184 km          |
| 29                                | Gorakhpur - Ghazipur - Varanasi | Uttar Pradesh (196)                                                                                              | 196 km          |
| 30                                | Jonction avec la NH 2 près de Mohania - Patna - Bakhtiarpur | Bihar (230) | 230 km          |
| 30A                               | Fatuha - Chandi - Harnaut - Barh | Bihar (65) | 65 km           |
| 31                                | Jonction avec la NH 2 près de Barhi - Bakhtiarpur - Mokameh - Purnea - Dalkhola - Siliguri - Sevok - Cooch Behar- North Salmara - Nalbari - Charali - Amingaon Jonction avec NH 37 | Bihar (393) Bengale-Occidental (366) Assam (322) Jharkhand (44)                                                  | 1 125 km        |
| 31A                               | Sevok - Gangtok | Bengale-Occidental (30) Sikkim (62)                                                                              | 92 km           |
| 31B                               | North Salmara - Rejoint la NH 37 près de Jogighopa | Assam (19) | 19 km           |
| 31C                               | près de Galgalia - Bagdogra - Chalsa - Nagrakata - Goyerkata - Dalgaon - Hasimara - Rajabhat Khawa - Kochgaon - Sidili - Jonction avec la NH 31 près de Bijni | Bengale-Occidental (142) Assam (93)                                                                              | 235 km          |
| 32                                | Jonction avec la NH 2 près de Gobindpur - Dhanbad - Chas - Jamshedpur | Jharkhand (107) Bengale-Occidental (72)                                                                          | 179 km          |
| 33                                | Jonction avec la NH 2 près de Barhi - Ranchi - Jamshedpur Jonction avec la NH 6 près de Baharagora | Jharkhand (352)                                                                                                  | 352 km          |
| 34                                | Jonction avec la NH 31 près de Dalkhola - Baharampur - Barasat - Dum Dum | Bengale-Occidental (443)                                                                                         | 443 km          |
| 35                                | Barasat - Bangaon - Petrapole on Inde– Frontière Inde-Bangladesh | Bengale-Occidental (61)                                                                                          | 61 km           |
| 36                                | Nowgong - Dimapur (Manipur Road) | Assam (167) Nagaland (3)                                                                                         | 170 km          |
| 37                                | Jonction avec la NH 31B près de Goalpara - Guwahati - Jorabat - Kamargaon - Makum - Saikhoa Ghat | Assam (680) | 680 km          |
| 37A                               | Kuarital - Jonction avec la NH 52 près de Tezpur | Assam (23) | 23 km           |
| 38                                | Makum - Ledo - Lekhapani | Assam (54) | 54 km           |
| 39                                | Numaligarh - Imphal - Palel - Frontière Inde-Birmanie | Assam (115) Nagaland (110) Manipur (211)                                                                         | 436 km          |
| 40                                | Jorabat - Shillong - Frontière Inde-Bangladesh près de Dawki - Jowai | Meghalaya (216)                                                                                                  | 216 km          |
| 41                                | Jonction avec la NH 6 près de Kolaghat - Tamluk - Haldia Port | Bengale-Occidental (51)                                                                                          | 51 km           |
| 42                                | Jonction avec la NH 6 Sambalpur Angul Jonction avec la NH 5 près de Cuttack | Orissa (261) | 261 km          |
| 43                                | Raipur - Jagdalpur - Vizianagaram Jonction avec la NH 5 près de Natavalasa | Chhattisgarh (316) Orissa (152) Andhra Pradesh (83)                                                              | 551 km          |
| 44                                | Shillong - Passi - Badarpur - Agartala - Sabroom | Meghalaya (184) Assam (111) Tripura (335)                                                                        | 630 km          |
| 44A                               | Aizawl - Manu | Mizoram (165) Tripura (65)                                                                                       | 230 km          |
| 45                                | Chennai - Tambaram - Tindivanam - Villupuram - Trichy - Manapparai - Dindigul- Periyakulam - Theni | Tamil Nadu (472)                                                                                                 | 387 km          |
| 45A                               | Villupuram - Pondichéry - Chidambaram - Nagapattinam | Tamil Nadu (147) Pondichéry (43)                                                                                 | 190 km          |
| 45B                               | Trichy - Viralimalai - Melur - Madurai - Tuticorin | Tamil Nadu (257)                                                                                                 | 257 km          |
| 45C                               | Jonction avec la NH 67 près de Thanjavur - Kumbakonam - Sethiyathope - Vadalur - Neyveli Township - Panruti-Vikravandi | Tamil Nadu (159)                                                                                                 | 159 km          |
| 46                                | Krishnagiri - Ranipet - Walajapet | Tamil Nadu (132)                                                                                                 | 132 km          |
| 47                                | Salem - Sankagiri - Chithode - Perundurai - Perumanallur - Avinashi - Coimbatore - Palghat - Trichur - Kochi - Alappuzha - Quilon - Trivandrum - Nagercoil - Kanyakumari | Tamil Nadu (224) Kerala (416)                                                                                    | 640 km          |
| 47A                               | Jonction avec la NH 47 à Kundanoor - Willingdon Island à Kochi | Kerala (6) | 6 km            |
| 47C                               | Jonction avec la NH 47 à Kalamassery - Vallarpadom ICTT à Kochi | Kerala (17) | 17 km           |
| 48                                | Bangalore - Hassan - Mangalore | Karnataka (328)                                                                                                  | 328 km          |
| 49                                | Kochi - Madurai - Dhanushkodi | Tamil Nadu (290) Kerala (150)                                                                                    | 440 km          |
| 50                                | Nasik - Jonction avec la NH 4 près de Pune | Maharashtra (192)                                                                                                | 192 km          |
| 51                                | Paikan - Tura - Dalu | Assam (22) Meghalaya (127)                                                                                       | 149 km          |
| 52                                | Baihata - Charali - Tezpur - Banderdewa – North Lakhimpur - Pasighat - Tezu - Sitapani - Jonction avec la NH 37 près de Saikhoa Ghat | Assam (540) Arunachal Pradesh (310)                                                                              | 850 km          |
| 52A                               | Banderdewa - Itanagar - Gohpur | Assam (15) Arunachal Pradesh (42)                                                                                | 57 km           |
| 52B                               | Kulajan - Dibrugarh | Assam (31) | 31 km           |
| 53                                | Jonction avec la NH 44 près de Badarpur - Jirighat - Silchar - Imphal | Assam (100) Manipur (220)                                                                                        | 320 km          |
| 54                                | Dabaka - Lumding - Silchar - Aizawl - Tuipang | Assam (335) Mizoram (515)                                                                                        | 850 km          |
| 54A                               | Theriat - Lunglei | Mizoram (9) | 9 km            |
| 54B                               | Venus Saddle - Saiha | Mizoram (27) | 27 km           |
| 55                                | Siliguri - Darjeeling | Bengale-Occidental (77)                                                                                          | 77 km           |
| 56                                | Lucknow - Varanasi | Uttar Pradesh (285)                                                                                              | 285 km          |
| 56A                               | Chenhat (NH 28) - Km16(NH 56) | Uttar Pradesh (13)                                                                                               | 13 km           |
| 56B                               | Km15(NH 56) - km 6(NH 25 | Uttar Pradesh ((19)                                                                                              | 19 km           |
| 57                                | Muzaffarpur - Darbhanga - Forbesganj - Purnea | Bihar (310) | 310 km          |
| 57A                               | Jonction avec la NH 57 près de Forbesganj - Jogbani | Bihar (15) | 15 km           |
| 58                                | Delhi - Ghaziabad - Meerut - Haridwar - Badrinath - Mana Pass | Uttar Pradesh (165) Uttarakhand (373)                                                                            | 538 km          |
| 59                                | Ahmedabad - Godhra - Dhar - Indore | Gujarat (211) Madhya Pradesh (139)                                                                               | 350 km          |
| 59A                               | Indore - Betul | Madhya Pradesh (264)                                                                                             | 264 km          |
| 60                                | Balasore - Kharagpur — Raiganj - Siuri - Moregram (jonction avec la NH 34) | Orissa (57) Bengale-Occidental (389)                                                                             | 446 km          |
| 61                                | Kohima - Wokha - Mokokchung - Jhanji | Nagaland (220) Assam (20)                                                                                        | 240 km          |
| 62                                | Damra - Baghmara - Dalu | Assam (5) Meghalaya (190)                                                                                        | 195 km          |
| 63                                | Ankola - Hubli - Hospet - Gooty | Karnataka (370) Andhra Pradesh (62)                                                                              | 432 km          |
| 64                                | Chandigarh - Rajpura - Patiala - Sangrur - Bhatinda - Dabwali | Pendjab (256) | 256 km          |
| 65                                | Ambala - Kaithal - Hissar - Fatehpur - Jodhpur - Pali | Haryana (240) Rajasthan (450)                                                                                    | 690 km          |
| 66                                | Pondichéry - Tindivanam - Gingee - Thiruvannamalai - Krishnagiri | Pondichéry (6) Tamil Nadu (208)                                                                                  | 214 km          |
| 67                                | Nagapattinam - Tiruchirapalli - Karur - Palladam - Coimbatore - Mettupalayam - Coonoor - Ooty - Gundlupet | Tamil Nadu (520) Karnataka (35)                                                                                  | 555 km          |
| 68                                | Ulundrupet - Chinnasalem - Kallakkurichchi - Attur - vazhapadi - Salem | Tamil Nadu (134)                                                                                                 | 134 km          |
| 69                                | Nagpur - Obedullaganj | Maharashtra (55) Madhya Pradesh (295)                                                                            | 350 km          |
| 70                                | Jalandhar - Hoshiarpur - Hamirpur - Dharmapur - Mandi | Himachal Pradesh (120) Pendjab (50)                                                                              | 170 km          |
| 71                                | Jalandhar - Moga - Sangrur -Jind- Rohtak - Rewari - Bawal | Pendjab (130) Haryana (177)                                                                                      | 307 km          |
| 71A                               | Rohtak - Gohana - Panipat | Haryana (72) | 72 km           |
| 71B                               | Rewari - Dharuhera - Taoru - Sohna - Palwal | Haryana (74) | 74 km           |
| 72                                | Ambala - Nahan - Paonta Sahib - Dehradun - Haridwar | Haryana (50) Himachal Pradesh (50) Uttarakhand (100)                                                             | 200 km          |
| 72A                               | Chhutmalpur - Biharigarh - Dehradun | Uttarakhand (15) Uttar Pradesh (30)                                                                              | 45 km           |
| 73                                | Roorkee - Saharanpur - Yamuna Nagar - Saha - Panchkula | Haryana (108) Uttar Pradesh (59) Uttarakhand (21)                                                                | 188 km          |
| 74                                | Haridwar - Nagina - Kashipur - Kichha - Pilibhit - Bareilly | Uttar Pradesh (147) Uttarakhand (153)                                                                            | 300 km          |
| 75                                | Gwalior - Jhansi - Chhatarpur - Rewa - Renukut - Garhwa - Daltonganj - Ranchi | Madhya Pradesh (600) Uttar Pradesh (110) Jharkhand (245)                                                         | 955 km          |
| 76                                | Pindwara - Udaipur - Mangalwar - Kota - Shivpuri - Jhansi - Banda - Prayagraj | Madhya Pradesh (60) Uttar Pradesh (467) Rajasthan (480)                                                          | 1 007 km        |
| 77                                | Hajipur - Sitamarhi - Sonbarsa | Bihar (142) | 142 km          |
| 78                                | Katni - Shahdol - Surajpur - Jashpurnagar - Gumla | Madhya Pradesh (178) Chhattisgarh (356) Jharkhand (25)                                                           | 559 km          |
| 79                                | Ajmer - Nasirabad - Neemuch - Mandsaur - Indore | Madhya Pradesh (280) Rajasthan (220)                                                                             | 500 km          |
| 79A                               | Kishangarh (NH 8) - Nasirabad (NH 79) | Rajasthan (35)                                                                                                   | 35 km           |
| 80                                | Mokameh - Rajmahal - Farrakka | Bihar (200) Jharkhand (100) Bengale-Occidental (10)                                                              | 310 km          |
| 81                                | Kora - Katihar - Malda | Bihar (45) Bengale-Occidental (55)                                                                               | 100 km          |
| 82                                | Gaya - Bihar Sharif - Mokameh | Bihar (130) | 130 km          |
| 83                                | Patna - Jahanabad - Gaya - Bodhgaya - Dhobi | Bihar (130) | 130 km          |
| 84                                | Arrah - Buxar | Bihar (60) | 60 km           |
| 85                                | Chappra - Gopalganj | Bihar (95) | 95 km           |
| 86                                | Kanpur - Ramaipur - Ghatampur - Chhatarpur - Sagar - Bhopal - Dewas | Uttar Pradesh (180) Madhya Pradesh (494)                                                                         | 674 km          |
| 87                                | Rampur - Pantnagar - Haldwani - Nainital | Uttar Pradesh (32) Uttarakhand (51)                                                                              | 83 km           |
| 88                                | Shimla - Bilaspur - Hamirpur - Nadaun - Kangra, Himachal Pradesh - Mataur, Himachal Pradash - NH 20 | Himachal Pradesh (245)                                                                                           | 245 km          |
| 90                                | Baran - Aklera | Rajasthan (100)                                                                                                  | 100 km          |
| 91                                | Ghaziabad - Aligarh - Eta - Kannauj - Bilhaur - Shivrajpur - Chobepur - Mandhana - Kalianpur - Rawatpur - Kanpur | Uttar Pradesh (405)                                                                                              | 405 km          |
| 92                                | Bhongaon - Etawah - Gwalior | Uttar Pradesh (75) Madhya Pradesh (96)                                                                           | 171 km          |
| 93                                | Agra - Aligarh - Babrala - Chandausi - Moradabad | Uttar Pradesh (220)                                                                                              | 220 km          |
| 94                                | Rishikesh - Ampata - Tehri - Dharasu - Kuthanur - Yamunotri | Uttarakhand (160)                                                                                                | 160 km          |
| 95                                | Kharar (Chandigarh) - Ludhiana - Jagraon - Firozpur | Pendjab (225) | 225 km          |
| 96                                | Faizabad - Sultanpur - Pratapgarh - Prayagraj | Uttar Pradesh (160)                                                                                              | 160 km          |
| 97                                | Ghazipur - Zamania - Saiyedraja | Uttar Pradesh (45)                                                                                               | 45 km           |
| 98                                | Patna - Aurangabad - Rajhara | Bihar (156) Jharkhand (51)                                                                                       | 207 km          |
| 99                                | Dobhi - Chatra - Chandwa | Jharkhand (110)                                                                                                  | 110 km          |
| 100                               | Chatra - Hazaribagh - Bagodar | Jharkhand (118)                                                                                                  | 118 km          |
| 101                               | Chhapra - Baniapur - Mohammadpur | Bihar (60) | 60 km           |
| 102                               | Chhapra - Rewaghat - Muzaffarpur | Bihar (80) | 80 km           |
| 103                               | Hajipur - Mushrigharari | Bihar (55) | 55 km           |
| 104                               | Chakia - Sitamarhi - Jaynagar - Narahia | Bihar (160) | 160 km          |
| 105                               | Darbhanga - Aunsi - Jaynagar | Bihar (66) | 66 km           |
| 106                               | Birpur - pipra - Madhepura - Bihpur | Bihar (130) | 130 km          |
| 107                               | Maheshkhunt - Sonbarsa Raj - Simri-Bakhtiarpur - Bariahi - Saharsa - Madhepura - Purnea | Bihar (145) | 145 km          |
| 108                               | Dharasu - Uttarkashi - Yamunotri - Gangotri Dham | Uttarakhand | 127 km          |
| 109                               | Rudraprayag - Guptkashi - Kedarnath Dham | Uttarakhand | 76 km           |
| 110                               | Jonction avec la NH 98 - Arwal - Jehanabad - Bandhuganj - Kako - Ekangarsarai Bihar Sharif - Jonction avec la NH 31 | Bihar (89) | 89 km           |
| 111                               | Bilaspur - Katghora - Ambikapur-Surajpur on NH 78 | Chhattisgarh (200)                                                                                               | 200 km          |
| 112                               | Bar Jaitaran - Bilara - Kaparda - Jodhpur - Kalyanpur- Pachpadra - Baloootra - Tilwara - Bagundi - Dhudhwa - Madhasar - Barmer | Rajasthan (343)                                                                                                  | 343 km          |
| 113                               | Nimbahera - Bari - Pratapgarh - Zalod - Dahod | Rajasthan (200) Gujarat (40)                                                                                     | 240 km          |
| 114                               | Jodhpur - Balesar - Dachhu - Pokharan | Rajasthan (180)                                                                                                  | 180 km          |
| 116                               | Tonk - Uniara - Sawai Madhopur | Rajasthan (80)                                                                                                   | 80 km           |
| 117                               | Haora - Bakkhali | Bengale-Occidental (119)                                                                                         | 119 km          |
| 119                               | Pauri - Najibabad - Meerut | Uttarakhand (135) Uttar Pradesh (125)                                                                            | 260 km0         |
| 121                               | Kashipur - Bubakhal | Uttarakhand (252)                                                                                                | 252 km          |
| 123                               | Barkot - Vikasnagar | Uttarakhand (85) Himachal Pradesh (10)                                                                           | 95 km           |
| 125                               | Sitarganj - Pithoragarh | Uttarakhand (201)                                                                                                | 201 km          |
| 150                               | Aizawl - Churachandpur - Imphal - Ukhrul - Jessami - Kohima | Manipur (523) Mizoram (141) Nagaland (36)                                                                        | 700 km          |
| 151                               | Karimganj - Frontière Inde/Bangladesh | Assam (14) | 14 km           |
| 152                               | Patacharkuchi - Frontière Inde/Bhoutan | Assam (40) | 40 km           |
| 153                               | Ledo - Lekhapani - Frontière Inde/Birmanie | Assam 20) Arunachal Pradesh (40)                                                                                 | 60 km           |
| 154                               | Dhaleswar - Bairabi - Kanpui | Assam (110) Mizoram (70)                                                                                         | 180 km          |
| 155                               | Tuensang - Shamator - Meluri - Kiphire - Pfutsero | Nagaland (342)                                                                                                   | 342 km          |
| 157                               | Kanpur - Rae Bareli - Sultanpur - Azamgarh - Siwan - Muzaffarpur | Uttar Pradesh (430) Bihar (151)                                                                                  | 581 km          |
| 200                               | Chhapra - Siwan - Gopalganj | Bihar (95) | 95 km           |
| 201                               | Borigumma - Balangir - Bargarh | Orissa (310) | 310 km          |
| 202                               | Hyderabad – Warangal - Venkatapuram - Bhopalpatnam | Andhra Pradesh (244) Chhattisgarh (36)                                                                           | 280 km          |
| 203                               | Bhubaneswar - Puri | Orissa (59) | 59 km           |
| 204                               | Ratnagiri - Pali - Sakharpa - Malakapur - Shahuwadi - Kolhapur - Sangli - Pandharpur - Solapur - Tuljapur - Latur - Nanded - Yavatmal - Wardha - Nagpur | Maharashtra (126)                                                                                                | 974 km          |
| 205                               | Anantapur - Renigunta - Chennai | Andhra Pradesh (360) Tamil Nadu (82)                                                                             | 442 km          |
| 206                               | Tumkur - Shimoga - Honnavar | Karnataka (363)                                                                                                  | 363 km          |
| 207                               | Hosur - Bagalur - Sarjapur - Hoskote - Devanhalli - Doddaballapura -Dobbaspet | Karnataka (135) Tamil Nadu (20)                                                                                  | 155 km          |
| 208                               | Kollam - kundara - kottarakkara - Punalur - Thenmala -Aryankavu - Sengottai - Tenkasi - Rajapalayam - Thirumangalam (Madurai) | Kerala (81) Tamil Nadu (125)                                                                                     | 206 km          |
| 209                               | Dindigul - Palani - Pollachi - Coimbatore - Sathyamangalam - Chamrajnagar - Kollegal - Malavalli - Kanakapura - Bangalore | Tamil Nadu (286) Karnataka (170)                                                                                 | 456 km          |
| 210                               | Trichy - Pudukkottai - Karaikudi - Devakottai - Ramanathapuram | Tamil Nadu (160)                                                                                                 | 160 km          |
| 211                               | Solapur - Osmanabad - Aurangabad - Dhule | Maharashtra (400)                                                                                                | 400 km          |
| 212                               | Kozhikode - Mysore - Kollegal | Karnataka (160) Kerala (90)                                                                                      | 250 km          |
| 213                               | Palghat - Kozhikode | Kerala (130) | 130 km          |
| 214                               | Kathipudi - Kakinada - Pamarru | Andhra Pradesh (270)                                                                                             | 270 km          |
| 214A                              | Digamarru - Narsapur - Machilipatnam - Challapalle - Avanigadda - Repalle - Bapatla - Chirala - Ongole | Andhra Pradesh (255)                                                                                             | 255 km          |
| 215                               | Panikoili - Keonjhar - Rajamunda | Orissa (348) | 348 km          |
| 216                               | Raigarh - Sarangârh - Saraipali | Chhattisgarh (80)                                                                                                | 80 km           |
| 217                               | Raipur - Gopalpur | Chhattisgarh (70) Orissa (438)                                                                                   | 508 km          |
| 218                               | Bijapur - Hubli | Karnataka (176)                                                                                                  | 176 km          |
| 219                               | Madanapalle - Kuppam - Krishnagiri | Andhra Pradesh (128) Tamil Nadu (22)                                                                             | 150 km          |
| 220                               | Kollam - Kottarakkara - Adoor - Kottayam - Pampady - Ponkunnam - Kanjirappalli - Mundakayam - Peermade - Vandiperiyar - Kumily - Theni | Kerala (210) Tamil Nadu (55)                                                                                     | 265 km          |
| 221                               | Vijayawada - Bhadrachalam - Jagdalpur | Andhra Pradesh (155) Chhattisgarh (174)                                                                          | 329 km          |
| 222                               | Kalyan - Ahmednagar - Tisgaon - Pathardi - Kharwandi - Balam Yelam - Jategaon - Kambi - Majalgaon - Pathri - Manwat - Parbhani - Nanded - Nirmal | Maharashtra (550) Andhra Pradesh (60)                                                                            | 610 km          |
| 223                               | Port Blair - Baratang - Mayabunder | Îles Andaman-et-Nicobar (300)                                                                                    | 300 km          |
| 224                               | Khordha - Nayagarh - Sonapur - Balangir | Orissa (298) | 298 km          |
| 226                               | Perambalur - Pudukkottai - Sivagangai - Manamadurai | Tamil Nadu (204)                                                                                                 | 204 km          |
| 227                               | Trichy - Chidambaram | Tamil Nadu (136)                                                                                                 | 136 km          |
| 228                               | Sabarmati Ashram - Nadiad - Anand - Surat - Navsari -Dandi | Gujarat (374) | 374 km          |
| 229                               | Tawang - Pasighat | | 1 090 km        |
| 230                               | Madurai - Sivagangai - Thondi | Tamilnadu (82)                                                                                                   | 82 km           |
| 231                               | Rae Bareli - Jaunpur | Uttar Pradesh | 169 km          |
| 232                               | Ambedkarnagar (Tanda) - Banda | | 305 km          |
| 232A                              | Unnao - Lalganj (Jonction avec la NH-232) | | 68 km           |
| 233                               | Frontière Inde/Népal - Varanasi Azamgarh | | 292 km          |
| 234                               | Mangalore - Belthangady - Belur - Huliyar - Sira - Chintamani - Venkatagirikota - Gudiyatham - Katpadi- Vellore - Thiruvannamalai - Viluppuram | Karnataka (509) Andhra Pradesh (23) Tamil Nadu (234)                                                             | 780 km          |
| 235                               | Meerut - Hapur - Gulaothi - Bulandshahr | Uttar Pradesh (66)                                                                                               | 66 km           |